# Lucie Robinson

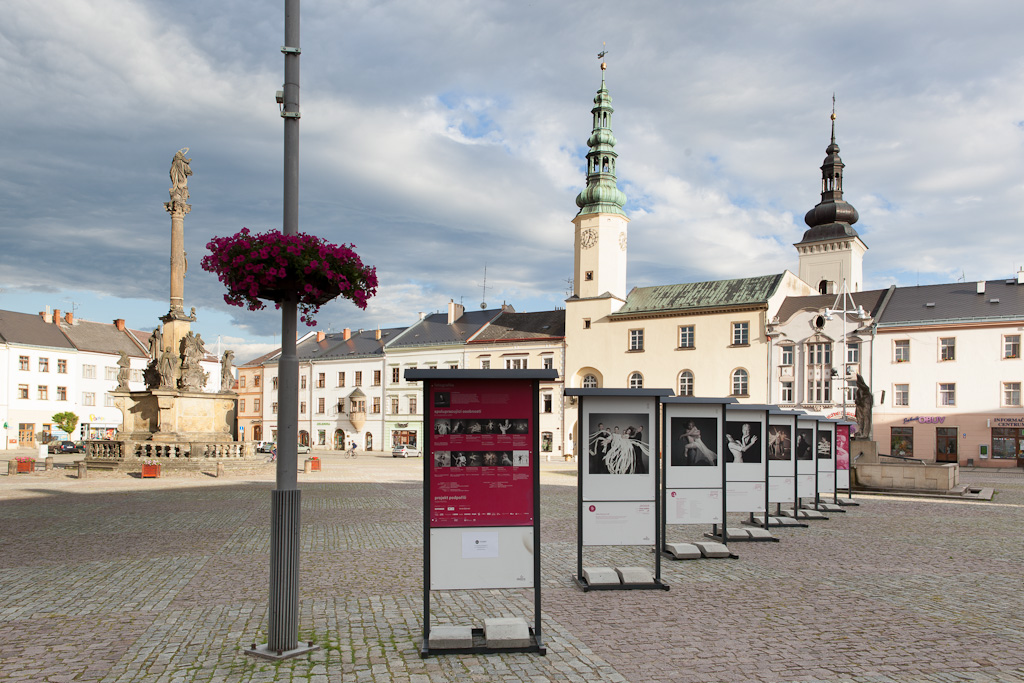
Výstava Lucie Robinson na náměstí v Moravské Třebové

Lucie Robinson, občanským jménem Lucie Kneslová (* 7. května 1978, Jablonec nad Nisou), je česká portrétní, výtvarná a módní fotografka.
Vzhledem k jejímu koncepčnímu zapojení do kreativního a ekonomického zhodnocení konečného mediálního produktu by mediální studia zvolila pro Lucii Robinson v rámci její zakázkové práce kategorii „image maker“, výrazně přesahující pouhou fotografii.

## Životopis
Narodila se v Jablonci nad Nisou, do rodiny s kořeny v Rakousku  předrevolučním Rusku a nemecku
 Studovala uměleckoprůmyslovou školu se zaměřením na šperky a následně průmyslový design na pražské Vysoké škole uměleckoprůmyslové v ateliéru profesora Diblíka..
Díky své dřívější kariéře v modelingu – mimo jiné v Paříži od roku 1998 – a spolupráci se špičkou světových fotografů[zdroj⁠?!] získala rané zkušenosti v oblasti reklamní a módní fotografie mezinárodní úrovně.
Přestože vystudovala kresbu a design, její hlavní zájem patří médiu fotografie. Začátkem první dekády 21. století se Lucie Robinson etablovala jako portrétní a módní fotografka.

## Tvorba
Pracovala s mnoha významnými lidmi a top modelkami, mimo jiné v roce 2009 v rámci vysoce medializované kampaně firmy Louis Vuitton s fotografiemi osobností jako Pavlína Pořízková, Miloš Forman a Helena Houdová.
Její portrétní fotografie, módní soubory a fotografické eseje vycházejí v časopisech Elle, Harper's Bazaar, Marie Claire, InStyle, Vision (China), Wig (UK), Vsya Evropa (SRN) a dalších módních, společenských a designových časopisech v Evropě a v Asii, stejně jako v českých publikacích jako Ona dnes a Esprit
Jiné, zřejmě úmyslně anonymní práce, jsou však využívány v reklamních kampaních na produkty nadnárodních společností Cadbury, Orange Mobile, T-Mobile a Procter & Gamble.
Mezi její nejznámější charitativní práce patří v letech 2009/2010 fotografie nemocných dětí se snovými malůvkami na hlavě, vzniklé pro nadaci Venduly Svobodové Kapka naděje v Praze.

## Recenze
Její práce se vizuálně vyznačují kaligrafickým figurativním stylem, klasickou čistotou obrazové kompozice a intencionální estetizací reality barevností (nebo její absencí). Na úrovni sémiologického signifikátu jsou její volné ale i mnohé komerční práce charakteristické mnohovrstvostí: v závislosti na očekávání, vnímavosti i erudici daného publika otevírají fotografie Lucie Robinson postupně své interpretační úrovně. Mezi jejich klíče patří Erós ve všech svých podobách, sprezzatura, konotace archetypické mytologie, nadhled, ironie až sarkasmus, afirmace diváka ve voyeurismu či fetišismu a sublimní psychologická manipulace – to vše ve službách přísné estetické normativity a pokusu o negaci platnosti sociokulturní totality panující z titulu fakticity a své zdánlivé evidentnosti.
Spolu s citelnou noblesou jejího přístupu a selektivitou při výběru komerčních zakázek je tato šíře estetického i intelektuálního záběru možným vysvětlení hádanky atraktivity jejích fotografií pro tak nesourodé skupiny recipientů jako jsou nadnárodní industriální reklamní klienti a mediální trh na jedné straně, na straně druhé pak sběratelé a evropský trh současného umění, kde edice Lucie Robinson dosahují mimořádných výsledků.
Přestože je uznávána coby přední fotografka a talent evropského měřítka, její portrétní tvorbě bývá v české fotografické komunitě vytýkán chybějící kritický odstup, údajně jako výsledek její vlastní příslušnosti k elitní společenské vrstvě, kterou ve svých zakázkových pracích portrétuje.

## Výstavy a ocenění
Její fotografie obdržely řadu domácích i mezinárodních ocenění, mezi kterými je také výhra na festivalu Festival international de mode et de photographie v Cannes v roce 2006, první místo v soutěži Prague Fashion Photo 2007 za esej Czechoslovakia in Communism a trojnásobná výhra ceny novinářské poroty Press Award (2007–2009), stejně jako ceny veřejnosti (2009) Schwarzkopf Hairdressing Awards.
V roce 2008 byla uspořádána výstava jejích fotografií módy a architektury v newyorské instituci Museum of Arts and Design (MAD). Na veletrhu umění India Art Fair 2018 v Novém Dillí byla představena její videoinstallace "Follow Me". V roce 2019 vytvořila performativní instalaci fotografií „Light Pollution“, která byla v rámci Art Basel Miami prezentována na výstavě Satellite Art Show. 